# Anaxagorea javanica
Anaxagorea javanica là loài thực vật có hoa thuộc họ Na. Loài này được Blume mô tả khoa học đầu tiên năm 1830.